# .bi
.bi je internetová národní doména nejvyššího řádu pro Burundi.
Na stránkách registrátora se píše: „Pravidla pro registraci pod ccTLD .bi jsou liberální, pokud název domény odpovídá jménu firmy nebo obchodní značce. Obecný princip je, že doména musí být pravdivá.“ Registrace jsou povoleny komukoliv z celého světa za předpokladu, že nebudou registrována zavádějící jména. Tento předpis ale zřejmě nikdo neověřuje. Na stránkách se dále píše, že „přípona .bi znamená Republika Burundi a nic jiného“. Ze strany registrátora je zřejmá snaha zamezit zneužívání domény pro zavádějící názvy, tzv. hackování domén, zejména s významem sexuálním / bisexuálním. Podobné zneužití domén bylo zaznamenáno i u jiných ccTLD, např. del.icio.us